# Champlain (village, New York)
Pour les articles homonymes, voir Champlain.
Ne doit pas être confondu avec Champlain (New York).
Champlain est un village, siège de la municipalité de Champlain, situé dans le comté de Clinton, dans l'État de New York, aux États-Unis.

## Géographie
Le village est situé au nord du comté de Clinton et de l'État de New York, à 3 km au sud de la frontière canadienne,. 

## Histoire
Fondé à la fin du XVIIIe siècle, le village doit son nom au lac Champlain et fait partie du Canada de 1763 à 1783, date à laquelle il est rattaché à l'État de New York. Intégrée à la municipalité du même nom en 1788, il est doté cependant d'une administration particulière en 1873.

## Politique et administration
Le village est dirigé par un maire et quatre conseillers élus.